# Price Tag
A Price Tag Jessie J angol énekesnő dala, melyen az amerikai rapper, B.o.B. vokáljai is hallhatóak. 2011. január 28-án jelent meg az Egyesült Királyságban, mint a Who You Are című album második kislemeze. A Price Tag-et Jessie J, Dr. Luke, Claude Kelly és B.o.B írta. A dal az Egyesült Államokban első kislemezként jelent meg. Egy hivatalos remix is készült a számból, Devlin közreműködésével.
Jessica rengeteg alkalommal adta elő a számot, sokszor a demó verziót, amin még nem szerepelnek B.o.B. vokáljai. A dal a kritikusoktól pozitív értékeléseket kapott.

## Kompozíció
A Price Tag egy tempós, életvidám felvétel, Jessie J erős vokálai és gitárok hallatszanak a dalban. Jessie a szöveggel szórakoztatni akarja a világot, a pénzről megfeledkezve.

## Videóklip
A videóklipet Emil Nava rendezte, 2011. január 30-án jelent meg az énekesnő VEVO csatornáján. A videó 2011. júniusában lépte át a 100 milliós nézettséget.

## Élő előadások
Jessie a BBC's Later... with Jools Holland rendezvényen egy akusztikus verziót adott elő. Egy klubban (Scala) 2011. január 18-án, Devlin-nel közösen. A The Graham Norton Show során is előadta a kislemezt, 2011. február 25-én. 2011. március 12-én a francia X-Faktor fellépője volt.

## Dallista
- CD kislemez / Digitális letöltés

1. Price Tag (közreműködik B.o.B) – 3:41
2. Price Tag (Shux Remix) (közreműködik Devlin) – 3:27
3. Price Tag (Benny Page Remix) – 4:29
4. Price Tag (Doman & Gooding Remix) – 4:58
5. Price Tag (acoustic version) – 3:19

- Német / 2-dalos CD single[10]

1. Price Tag (közreműködik B.o.B) – 3:41
2. Price Tag (acoustic version) – 3:19

## Közreműködők
- Jessie J – dalszövegírás és vokálok
- Dr. Luke – dalszövegírás, producer, dob, billentyű
- Claude Kelly – dalszövegírás
- B.o.B – dalszövegírás, vokálok
- Butch Coleman – basszusgitár
- Chris "TEK" O'Ryan – mérnök, felvétel
- Emily Wright – mérnök, felvétel
- Sam Holland – mérnök, felvétel
- Tatiana Gottwald – mérnök(asszisztens)
- Serban Ghenea – keverés
- John Hanes – keverés
- Tim Roberts – keverőmérnök (asszisztens)
- Tom Coyne – vezetés

## Megjelenések
| Ország             | Dátum            | Formátum                  | Kiadó                            |
| ------------------ | ---------------- | ------------------------- | -------------------------------- |
| Egyesült Államok   | 2011. január 25. | Digitális letöltés        | Lava Records, Universal Republic |
| Egyesült Királyság | 2011. január 28. | Rádió, digitális letöltés | Lava Records, Island Records     |
| Egyesült Királyság | 2011. március 7. | CD kislemez               | Lava Records, Island Records     |
| Németország        | 2011. május 6.   | CD kislemez               | Lava Records, Universal Republic |

## Fordítás
Ez a szócikk részben vagy egészben  a   Price Tag című angol Wikipédia-szócikk fordításán alapul.  Az eredeti cikk szerkesztőit annak laptörténete sorolja fel. Ez a jelzés csupán a megfogalmazás eredetét és a szerzői jogokat jelzi, nem szolgál a cikkben szereplő információk forrásmegjelöléseként.